# Telstar 5
Galaxy 25(G-25), conosciuto come Intelsat Americas 5 (IA-5) fino al 15 febbraio 2007, quando fu rinominato come risultato della fusione tra proprietario Intelsat e PanAmSat o Telstar 5, è un satellite per le telecomunicazioni di media potenza, messo in orbita nel 1997 e posizionato a 0°N 97°W in orbita geostazionaria, sopra di un punto nel Pacifico a diverse centinaia di miglia a ovest delle Isole Galapagos. Esso fu costruito dalla Space Systems/Loral, della serie LS-1300, attualmente è di proprietà e gestito dalla Intelsat. Il principale transponder in banda C copre gli Stati Uniti, il sud del Canada e il Messico, mentre il transponder in banda Ku copre gli Stati Uniti, il Messico e la parte nord del Mar dei Caraibi. Un'ulteriore coppia di transponder in banda C e Ku copre le Isole Hawaii.
Galaxy 25 ha una durata prevista di 12 anni. Nel 2008 è stato rimpiazzato da Galaxy 19 (ex IA-9).
Fino a quando era in servizio a 97 gradi ovest, Galaxy 25 trasmetteva canali free-to-air (FTA), direct-to-home (DTH) broadcasting e canali e servizi criptati, visibili solo con un abbonamento.
Il rimpiazzo del satellite, Galaxy 19, venne messo in orbita con successo il 24 settembre 2008. Galaxy 25 venne spostato dalla sua posizione orbitale a 0°N 93.1°W dove trasmette attualmente alcuni servizi in banda Ku.

## Dettagli tecnici
| Parametri             |           | |
| --------------------- | --------- | --- |
| Transponder           | Banda C:  | 24x36 MHz |
|                       | Banda Ku: | 4x54 MHz, 24x27 MHz |
| Polarizzazione        | Banda C:  | Lineare - Orizzontale o Verticale |
|                       | Banda Ku: | Lineare - Orizzontale o Verticale |
| EIRP (Banda C)        |           | - CONUS: 38.8 dBW - Alaska: 33.7 dBW - Caraibi: 34.3 dBW - Hawaii: 33.8 dBW - Messico: 33.8 dBW - Porto Rico / Isole Vergini Americane: 34.0 dBW - Sud Canada: 37.0 dBW        |
| EIRP (Banda Ku)       |           | - CONUS: 48.3 dBW - Alaska: 40.9 dBW - Caraibi: 43.4 dBW - Hawaii: 46.4 dBW - Messico: 43.6 dBW - Porto Rico / Isole Vergini Americane: 44.9 dBW - Sud Canada: 44.3 dBW        |
| Frequenza Uplink      | Banda C:  | da 5925 a 6425 MHz |
|                       | Banda Ku: | da 14.00 a 14.50 GHz |
| Frequenza Downlink    | Banda C:  | da 3700 a 4200 MHz |
|                       | Banda Ku: | da 11.7 a 12.2 GHz |
| G/T (Banda C)         |           | - CONUS: -0.7 dB/K - Alaska: -8.2 dB/K - Caraibi: -4.7 dB/K - Hawaii: -5.2 dB/K - Messico: -5.4 dB/K - Porto Rico / Isole Vergini Americane: -4.6 dB/K - Sud Canada: -2.3 dB/K |
| G/T (Banda Ku)        |           | - CONUS: +0.7 dB/K - Alaska: -3.3 dB/K - Caraibi: -3.2 dB/K - Hawaii: +0.6 dB/K - Messico: -4.2 dB/K - Porto Rico / Isole Vergini Americane: +0.7 dB/K - Sud Canada: -1.6 dB/K |
| SFD Range (Beam Edge) | Banda C:  | da -92.0 a -71.0 dBW/m2 |
|                       | Banda Ku: | -96.0 to -75.0 dBW/m2 |

## Operatori
In Banda Ku del satellite operano le piattaforme Pittsburgh International Telecommunications, Inc (PIT), GlobeCast World TV, RRSat, e ABS-CBN con canali free-to-air, canali criptati e trasmissioni radiofoniche in diverse lingue.